# سيرجيو غوميز (لاعب كرة قدم)
سيرجيو غوميز (27 يوليو 1969 بجويز دي فورا في البرازيل - ) هو لاعب كرة قدم برازيلي في مركز الهجوم. لعب مع دندي يونايتد ونادي كاظمة وTupi Football Club ‏ وأمورا ‏.

## وصلات خارجية
- سيرجيو غوميز على موقع قاعدة بيانات كرة القدم.إي يو (الإنجليزية)